# BAM-Portal
Das Gemeinsame Portal für Bibliotheken, Archive und Museen (BAM-Portal) lieferte von 2006 bis 2015 Informationen über Literatur, Archivalien und Objekte aus deutschen Bibliotheken, Archiven und Museen.
In einer gemeinsamen Sitzung am 15. Juni 2015 empfahlen die Konsortialpartner einstimmig die Überführung der BAM-Daten in die Deutsche Digitale Bibliothek (DDB), da sich mit dem dauerhaften Betrieb der DDB ein gemeinsames, von der öffentlichen Hand gefördertes Kulturportal auf nationaler Basis etabliert hat, wodurch die zentrale Zielsetzung des BAM-Portals erfüllt wurde.
Zum 30. Juni 2015 wurde das Konsortium, das das Portal betrieb, aufgelöst und das Link-Resolving zum Ende des Jahres eingestellt.

## Geschichte
In der ersten Projektphase (Mai 2001 bis April 2002) stand eine prototypische Realisierung des Portals im Vordergrund. Dazu wurde eine zentrale Metadatenbank für Datenbestände der Projektpartner geschaffen. Um den Mehrwert einer spartenübergreifenden Suche sichtbar zu machen, beschränkte sich das Portal zunächst auf die Themen Wasserkraft und Industrialisierung, zu denen alle Projektpartner Ressourcen besitzen.
In der zweiten Projektphase (Mai 2002 bis April 2003) wurde die zentrale Metadatenbank um eine verteilte Suche auf originale Datenbestände in verschiedenen Institutionen ergänzt. Dies erlaubte eine große Erweiterung der integrierten Datenbasis. Ein weiterer Schwerpunkt der zweiten Projektphase lag in der semantischen Vereinheitlichung der verwendeten Metadaten. Für die sachliche Erschließung der Daten wurden Untersuchungen zur Verwendung von bibliothekarischem Normvokabular und zu computerlinguistischen Verfahren zur Retrieval-Verbesserung vorgenommen.
In der dritten Projektphase (Oktober 2005 bis Juni 2007) wurde die technische Basis des Portals von der verteilten Suche, die sich als zu langsam und fehleranfällig erwiesen hatte, auf eine stabile Data-Warehouse-Lösung umgestellt, wie sie andere große Suchmaschinen verwenden. Neben der technischen Verbesserung des Portals und der Realisierung eines Betreiberkonzeptes für die langfristige Sicherung des Online-Angebotes stand vor allem die Integration weiterer Quellen im Vordergrund.
Finanziert wurde das BAM-Portal bis Mitte 2007 als Projekt durch die Deutsche Forschungsgemeinschaft (DFG). Seitdem wurde es von folgenden Projektpartnern aus den drei kulturbewahrenden Sparten betrieben: Dem Bibliotheksservice-Zentrum Baden-Württemberg (BSZ), dem Landesarchiv Baden-Württemberg (LA-BW), der Digicult Verbund eG, der Stiftung Preußischer Kulturbesitz (SPK) und dem Technoseum Mannheim.
Der Datenbestand im Juni 2015 – kurz vor Abschaltung des Portals – betrug fast 70 Millionen Datensätze aus über 50 Institutionen und Verbünden.

## Zweck
Wissenschaftlichen Nutzern und interessierten Bürgern ermöglichte das Portal einen ersten Zugang zu den kulturellen Informationen in Bibliotheken, Archiven und Museen. Eine Zusammenschau der Ergebnisse aus den drei Sparten wurde durch das Portal erheblich erleichtert. Die Suchergebnisse im BAM-Portal waren zusätzlich mit den Online-Angeboten der beteiligten Institutionen verlinkt, so dass die Nutzer direkt zu den umfangreicheren Informationen über das gesuchte Buch, die gesuchte Archivalie oder das gesuchte Exponat im Kontext der Sammlung oder des Bestandes der jeweiligen Institution geführt wurden.
Am 25. Juni 2012 wurde das BAM-Portal in das Kaleidoskop der Vielfalt kultureller Ausdrucksformen der Deutschen UNESCO-Kommission e. V. aufgenommen.

## Inhalte

### Bibliotheken
Integriert waren u. a. der Katalog des Südwestdeutschen Bibliotheksverbunds (SWB), der Katalog des Gemeinsamen Bibliotheksverbunds (GBV) und die Opacs der Staatsbibliothek zu Berlin, Zentrales Verzeichnis Digitalisierter Drucke (ZVDD) sowie der Bibliotheken der Staatlichen Museen zu Berlin.

### Archive
Integriert waren u. a. die Online-Findmittel des Landesarchivs Baden-Württemberg, des Bundesarchivs und der hessischen Staatsarchive in Wiesbaden, Darmstadt und Marburg. Hinzu kamen erste nichtstaatliche Archive (das Stadtarchiv Freiburg, das Stadtarchiv Heilbronn und das Stadtarchiv Reutlingen).

### Museen
Integriert waren mehrere Millionen digitale Objektdaten aus zahlreichen staatlichen, städtischen und universitären Museen und spartenübergreifenden Institutionen und Portalen.

## Technische Grundlagen
Die recherchierbaren Metadaten zu Beständen und Sammlungen aus den beteiligten Institutionen wurden seit 2005 in einer Data-Warehouse-Lösung vorgehalten. Das Portal basierte auf der freien Software Lucene und war im Kern eine Suchmaschine. Diese war direkt an die Fachinformationssysteme angebunden, deren Metadaten sie durchsuchte. Statt die Kurztrefferanzeige mit einer innerhalb von BAM erzeugten Detailtrefferansicht zu verbinden, verlinkte das Portal zurück auf die Detailtrefferanzeige im Ursprungssystem (sofern dort eine Online-Präsentation verfügbar war). Das BAM-Portal integrierte aber auch andere Dienste, zum Beispiel Benutzerdienste wie eine Merkliste und Informationen über die teilnehmenden Institutionen. Es war damit ein echtes Portal im Sinne der Informatik, das separate Anwendungen integriert.

### Vorträge
- BAM-Portal – Deutsche Digitale Bibliothek – Europeana: Vortrag von Jörn Sieglerschmidt auf der Frühjahrstagung staatlicher und öffentlich-rechtlicher Bildarchive in Hamburg, Bildarchiv der Kulturbehörde, 23. April 2009.
- Volšebstvo povsmestno dostupnogo znanija – Der Zauber ubiquitären Wissens: Vortrag in Russisch von Jörn Sieglerschmidt auf der Konferencija po bibliotečnomu delu: Novye technologii v sochranenii dokumental’nogo nasledija [Bibliologische Konferenz: Neue Technologien für die Erhaltung des dokumentierten Kulturerbes] in Minsk, Belorussische Nationalbibliothek, 20./21. November 2008.
- KulturGut im „Netz“; u. a. am Beispiel BAM-Portal: Vortrag von Frank von Hagel bei den EDV-Tagen in Theuern am vom 18. September 2008 (PDF; 3,3 MB).